# Камені вічності (Кіновсесвіт Marvel)
Камені вічности[джерело?] (англ. Infinity Stones) — це вигадані предмети Кіновсесвіту Marvel (КВМ). Вони мають велике значення в перших трьох фазах (також званих «Сага нескінченністи»), граючи важливі ролі в кількох фільмах і макґафіні у фільмах «Месники: Війна нескінченності» та «Месники: Завершення». Вони також зіграли головну роль у блимі. Камені вічности створені на основі Самоцвітів Вічности з Marvel Comics.

## Вигадана історія

### Походження
Існування Каменів Вічности було описано як «єдина рушійна сила, що об'єднує всі бойові дії роботів-інопланетян-героїв». У «Месниках» (2012) Камені Вічности згадуються в екранній документації від консультанта Щ.И.Т.а Мефісто як найближча порівнянна сила до Тесеракта, який сам по собі є Каменем Вічности. У «Вартових галактики» (2014) Колекціонер пояснює, що Камені Вічности — це залишки шести сингулярностей, які існували до великого вибуху, які були стиснуті в камені космічними сутностями після виникнення всесвіту та були розсіяні по всьому космосу. У «Месниках: Війна нескінченності» (2018) Вонґ і Стівен Стрендж пояснюють, що кожен Камінь Вічности втілює та контролює істотний аспект існування.

### Блим
Танос прагне зібрати їх усіх і використати, щоб стерти з існування половину всього життя у всесвіті, вважаючи, що його план врятує його від вимирання. У 2012 році він звертається за допомогою до Локі, а в 2014 році він звертається за допомогою до Ронана Обвинувача, щоб зібрати Камені Простору та Могутности, але вони обидва зазнають невдачі, також Танос втрачає Камінь Розуму в скіпетрі після поразки Локі в Нью-Йорку. У 2015 році Танос вирішує зібрати їх сам.
У 2018 році, зібравши всі камені та запустивши блим, Танос живе у вигнанні і знищує Камені, щоб його дії не можна було скасувати.

### Завершення
П'ять років потому Месники, що вижили, використовують квантовий вимір, щоб подорожувати назад у часі до 1970, 2012, 2013 та 2014 років, щоб отримати камені, які були присутні в ті періоди часу (їхні дії в минулому не впливають на поточну шкалу часу; замість цього вони створюють альтернативні часові шкали), що дозволяє їм скасовувати дії Таноса. Однак Танос з альтернативного 2014 року (отримавши сповіщення від їхніх дій завдяки кібернетичним імплантатам Небули, пов'язаним з її минулим «я»), слідує за ними до 2023 року і, вважаючи, що його план провалився лише тому, що виживші не змогли «рухатися далі» після втрат, він намагається використати зміщені в часі Камені Вічности, щоб знищити весь усесвіт і створити новий, щоб помститися за те, що блим був скасований. Під час повномасштабної битви між Месниками та альтернативним Таносом 2014 року Тоні Старк забирає Камені Вічности з рук Таноса та використовує їх, щоб перемогти Таноса 2014 року та його сили ціною свого життя. Після цього Стів Роджерс повертає минулі «Камені Вічности» та альтернативну версію Мйольніра, яку Тор взяв з альтернативного 2013 року, до відповідних періодів часу, щоб забезпечити існування альтернативних часових шкал.

### ПісляЗавершення
- У ретроспективі в передостанньому епізоді «ВандаВіжен» показаний момент експерименту Гідри з Каменем Розуму на Ванді Максимовій; він вплинув на її вроджену магію і зробило ці здібності ще потужнішими, а також дало їй пророче бачення її особистості Багряної відьми.
- У першому епізоді «Локі», коли альтернативний Локі намагається отримати Тесеракт, він виявляє, що Управління часовими змінами володіє варіантами Каменів Вічности зі видаленої шкали часу, які деякі з їхніх працівників просто використовують як прес-пап'є через те, що Камені неефективні, оскільки весь об'єкт існує за межами мультивсесвіту.
- Камені неодноразово з'являються у анімаційному серіалі «А що як…?», наприклад, Камінь Простору, який використовується як джерело енергії для Гідри Stomper, Камінь Могутности, знайдений Т'Чаллою замість Пітера Квіла, Камінь Часу, який використовується Доктором Стренджем, щоб спробувати оживити Крістін Палмер, Камінь Розуму використовується для лікування спалаху квантового вірусу, який перетворює інфікованих на зомбі, п'ять каменів у володінні зомбованого Таноса, а всі камені забираються у Таноса Альтроном і використовуються для знищення його всесвіту. Після того, як Альтрона вбиває аналогова свідомість Арніма Золя, Камені забирає Ерік Кіллмонґер, якого потім зупиняє Зола, який намагається забрати Камені собі. Потім Стрендж і Спостерігач поміщають їх разом із Каменями в кишеньковий вимір

## Список Каменів Вічности
| Камінь     | Здібності                                                                       | Колір        | Об'єкт                                 |
| ---------- | ------------------------------------------------------------------------------- | ------------ | -------------------------------------- |
| Простору   | Надає користувачеві можливість миттєво подорожувати між місцями                 | Синій        | Тесеракт                               |
| Розуму     | Надає користувачеві можливість керувати розумом                                 | Жовтий       | Скіпетр Локі, голова синтезоїда Віжена |
| Реальности | Надає користувачеві можливість змінювати реальність                             | Червоний     | етер                                   |
| Могутности | Надає користувачеві можливість маніпулювати енергією та неприродно потужну силу | Фіолетовий   | Куля                                   |
| Час        | Надає користувачеві можливість контролювати час                                 | Зелений      | Око Аґамотто                           |
| Душа       | Надає користувачеві можливість керувати душею людини                            | Помаранчевий |                                        |

### Камінь Простору
Спочатку розміщений у Тесеракті, Камінь Простору (синій) вперше з'являється у сцені в середині титрів «Тор», коли Нік Ф'юрі показує об'єкт Еріку Селвіґу, не знаючи, що Локі також був там. У «Капітан Америка: Перший Месник» Червоний Череп викрадає Тесеракт з церкви і використовує його для живлення зброї Гідри під час Другої світової війни. Під час останньої битви Стіва Роджерса з Червоним Черепом Тесеракт переніс останнього в інше місце (пізніше виявилося, що це планета Вормір у «Месниках: Війна нескінченності»), перш ніж впасти в Північний Льодовитий океан, де його пізніше знайшов Говард Старк і взяв на секретну базу.
У «Капітанці Марвел» з'ясовується, що доктор Венді Лоусон намагалася використати Тесеракт у 1989 році, щоб розблокувати подорож на швидкості світла, щоб допомогти Скруллам знайти новий дім, але спроба була невдалою, хоча її експерименти привели до того, що Керол Денверс отримала надлюдську силу, політ і здатність генерувати енергетичні вибухи. Денверс зрештою забирає Тесеракт і передає об'єкт Щ. И.Т., хоча його тимчасово проковтнув Гусак (флеркен, який виглядає як земний кіт), який пізніше виригує його на стіл Ф'юрі.
У «Месниках» показано, що Тесеракт здатний створювати червоточини після того, як Локі викрадає його у Щ. И.Т і використовує для перевезення армії Читаурі до Нью-Йорка в спробі завоювати Землю. Після того, як Месники відбивають вторгнення, Тор повертає його в Асґард на зберігання в сховище Одіна, і він використовується для ремонту Біфросту.
У «Тор: Раґнарок» Локі бере Тесеракт до знищення Асґарда.
У «Месники: Війна нескінченності» Локі дає Таносу Тесеракт, щоб врятувати життя Тору. Потім Танос розчавлює Тесеракт, щоб отримати Камінь Простору, і використовує його для телепортації в Нікуди, Вормір, Титан, Ваканду і Сад. Після того, як Танос клацає Рукавицею Вічности й наслідковим блимом, Камінь Простору був знищений Таносом, щоб запобігти подальшому використанню.
У «Месниках: Завершення» Роджерс, Тоні Старк, Скотт Ленґ і Брюс Беннер подорожують через Quantum Realm до альтернативного 2012 року, де Старк і Ленґ намагаються вкрасти Тесеракт 2012 року, але Галк 2012 року випадково збиває Старка, і Тесеракт 2012 року забирають. до 2012 року Локі, який використовує це, щоб відкрити червоточину і втекти. Потім Старк і Роджерс їдуть до альтернативного 1970 року і беруть Тесеракт 1970 року з Кемп Ліхай, Нью-Джерсі. Камінь Простору 1970 року (будь вилучений з Тесеракта) повертається на основну шкалу часу, використовується для скасування Blip і перемоги над минулою версією Таноса з альтернативної 2014 року. Пізніше Роджерс повертає Камінь Простору 1970 року в 1970 рік.
У Локі Тесеракт 2012 року конфісковано Управлінням з розбіжностей у часі. Пізніше Локі намагається отримати Тесеракт лише для того, щоб виявити, що він безсилий у вимірі Управління часових розбіжностей. Імовірно, після цього Локі залишив там Тесеракт.
У першому епізоді «А що як…?», Камінь Простору, який досі зберігається в Тесеракті, з'являється в альтернативній часовій шкалі, яка копіює події Капітана Америка: Перший Месник, з великими відмінностями, зокрема Пеггі Картер, яка повертає Тесеракт у Гідри протягом року після проєкту «Відродження», Говард Старк використовує Тесеракт для живлення броні під назвою Hydra Stomper для використання Роджерсом, Червоний Череп, який використовує Тесеракт, щоб викликати інопланетну істоту, яка згодом вбиває його, а Тесеракт відкриває портал у наш час, з якого виходить Картер. У п'ятому епізоді інша альтернативна версія Космічного каменю з'являється у володінні зомбованого Таноса. У восьмому епізоді третя альтернативна версія Космічного каменю з'являється в іншій альтернативній часовій шкалі у володінні Таноса, перш ніж її забере Альтрон (який також ненадовго з'являється в кінці сьомого епізоду). Альтрон продовжує використовувати Камені, щоб підкорити Всесвіт, а врешті й Мультивсесвіт, заради миру. У дев'ятому епізоді Ерік Кілмонґер забирає Камінь Простору в Альтрона після того, як перший був убитий аналоговою свідомістю Арніма Зола. Коли Зола намагається забрати Камені у Кіллмонґера, вони обидва опиняються в пастці в кишеньковому вимірі разом із Каміннями.
У статті 2018 року в Extreme Mechanics Letters пропонувалося, що Таносу знадобилася «мінімальна сила зчеплення понад 40 000 тонн, що приблизно в 750 000 разів більше, ніж у звичайної людини», щоб зламати Тесеракт, зображений у фільмі, припускаючи, що об'єкт був «повністювуглецевий нано-тесеракт або гіперкуб, спроєктований у тривимірний простір».

### Камінь Розуму
Спочатку розташований у скіпетрі Локі, Камінь Розуму (жовтий) вперше був помічений у «Месниках», коли Танос дає Локі скіпетр, щоб допомогти знайти Тесеракт і завоювати Землю завдяки його здатності контролювати розум людей і проєктувати енергетичні вибухи. Після поразки Локі скіпетр потрапляє в руки лідера Гідри барона Вольфганга фон Штрукера, який показаний у сцені в середині титрів «Капітан Америка: Зимовий солдат»,що використовував його для експериментів на людях.
У «Месниках: Ера Альтрона» з'ясовується, що єдиними вцілілими суб'єктами експериментів Стракера є брат і сестра П'єтро Максимов і Ванда Максимова, у яких надлюдські здібності були розблоковані (у останньому випадку, посилюючи її вроджену магію) до того, як база Стракера була атакована Месниками, які забирають скіпетр. Пізніше виявилося, що скіпетр містить Камінь Розуму, який сам по собі містить штучний інтелект, котрий надає розум комп'ютерній програмі Альтрон, який краде скіпетр і вилучає Камінь Розуму, щоб створити нещодавно оновлене тіло. Месники викрадають у Альтрона тіло, наповнене каменем розуму, і завантажують в нього ШI  Д.Ж.А.Р.В.І.С., народжуючи андроїда Віжена. Камінь Розуму також може підвищити інтелект користувача, надати їм величезні знання та створити нове життя.
У «Месниках: Війна нескінченності» Діти Таноса поранили Віжена під час спроб отримати Камінь Розуму, і Шурі доставила його до Ваканди, щоб видалити його, в надії, що Віжен зможе жити без нього. Коли операція видалення переривається, Ванда змушена знищити Віжена і Камінь Розуму, але Танос використав Камінь Часу, щоб відремонтувати їх обох і зібрати останній. Після того, як Танос знищує половину всього життя у Всесвіті, Камінь Розуму знищується, щоб запобігти подальшому використанню.
У «Месниках: Завершення» Роджерс, перебуваючи в часі до альтернативного 2012 року, отримує скіпетр 2012 року. Потім Роджерс використовує скіпетр, щоб втратити свідомість у 2012 році після того, як він прийняв його за замаскованого Локі. Камінь Розуму 2012 року, після того, як його зняли зі скіпетра, повертається на основну шкалу часу і використовується, щоб скасувати Blip і перемогти попередню версію Таноса з альтернативної 2014 року. Після цього Роджерс повертає Камінь Розуму 2012 року до відповідного моменту часу.
Камінь Розуму з'являється у двох серіях, випущених на потоковому сервісі Disney+: у серіалі «ВандаВіжен» Ванда Максимова використовує свій зв'язок із Каменем Розуму, щоб створити власного Віжена, тоді як у п'ятому епізоді анімаційного серіалу «А що як…?», дія якого відбувається в альтернативному всесвіті, Пітер Паркер, Т'Чалла та Скотт Ленґ, які вижили після зомбі-апокаліпсису, намагаються використати Камінь Розуму як ліки від чуми. Інша альтернативна версія каменю розуму з'являється в кінці сьомого епізоду у Альтрона. У восьмому епізоді (який пояснює фінал попереднього епізоду) Альтрон успішно завантажується в тіло, наповнене Камнем розуму, і продовжує використовувати Камінь Розуму, щоб перемогти Месників, посилає Землю в ядерну зиму, вбиває Таноса за допомогою свого променя., а разом з рештою каменів підкорити всесвіт і велику мультивсесвіт. У дев'ятому епізоді Камінь Розуму запечатаний у кишеньковому вимірі разом з іншими Каміннями, Кіллмонґером та Арнімом Золою після поразки Альтрона. Третя альтернативна версія Камені розуму з'являється в кінці епізоду, все ще знаходиться в скіпетрі Локі, який Романов використовує, щоб перемогти Локі.

### Камінь Реальности
Перетворений у рідину, подібну до зброї під назвою етер, Камінь Реальности (червоний) вперше з'являється в «Тор: Царство темряви», коли Малекіт Проклятий намагається використати етер, щоб знищити Дев'ять Царств і повернути всесвіт до стану, який був перед Великим Вибухом; тільки йому перешкодив Бор, який сховав етер на Землі. Джейн Фостер заражається етером після того, як натрапила на місце його спокою, хоча пізніше Малекіт витягує його з неї. Після того, як Малекіт зазнає поразки від Тора, Сіф і Вольстаґґ запечатують етер у контейнер, схожий на ліхтар, і довіряють його Колекціонеру, щоб він тримав його окремо від Тесеракта; оскільки вони вважають нерозумним мати кілька Каменів Вічности поруч один з одним. Етер, одного разу зв'язаний з господарем, може перетворити все на темну матерію, а також висмоктувати життєву силу з людей та інших смертних. Етер також може порушити закони фізики і відбити загрози, якщо він їх відчує.
У «Месники: Війна нескінченності» Танос отримує етер у Колекціонера і перетворює його назад у Камінь Реальности за кадром; дозволяючи йому відбивати атаки Вартових Галактики, перетворюючи Дракса Руйнівника на камінь, Богомола на стрічки та змушуючи пістолет Зоряного лицаря стріляти бульбашками. Пізніше Танос використовує Камінь, щоб створити скелю навколо Наташі Романової . Після того, як Танос знищує половину всього життя у Всесвіті, Камінь Реальности знищується, щоб запобігти подальшому використанню.
У «Месниках: Завершення» Тор і Ракета повертаються в часі в Асґард в альтернативному 2013 році, щоб отримати етер 2013 року з Джейн Фостер 2013 року. Камінь Реальности 2013 року (перетворений назад у тверду форму) потім повертається в 2023 рік і використовується для скасування Blip і дезінтеграції минулої версії Таноса з альтернативної 2014 року. Пізніше Роджерс повертає Камінь Реальности 2013 року в Асґард 2013 року.
У п'ятому епізоді «А що як…?», альтернативна версія каменю реальності з'являється у володінні зомбованого Таноса. У восьмому епізоді Альтрона (який також з'являється в кінці сьомого епізоду) з'являється ще одна альтернативна версія Каменя Реальности, забираючи Камінь Реальности у Таноса після його вбивства, щоб завоювати всесвіт і мультивсесвіт. Альтрон також використовує Камінь, щоб відтворити своїх дронів. У дев'ятому епізоді Кіллмонґер забирає Камінь Реальности в Альтрона після того, як Арнім Зола вбив першого. Коли Зола намагається забрати Камені у Кіллмонґера, вони опиняються в пастці в кишеньковому вимірі разом із Каменями.

### Камінь Могутности
Розміщений у Сфері, захованій на планеті Мораґ, Камінь Могутности (фіолетовий) може збільшити силу користувача та знищити цілі цивілізації одним вибухом. Однак камінь занадто великий для більшості смертних істот, щоб фізично впоратися, оскільки його сила знищить їх при контакті. У «Вартових Галактики» Ронан Обвинувач шукає кулю для Таноса, але Зоряний Лорд знаходить і краде кулю з місця відпочинку Мораґ раніше, ніж Корат . Ронан врешті краде його у Вартових Галактики. Дізнавшись про Камінь Могутности; однак Ронан зраджує Таноса і намагається використати його руйнівну силу, щоб знищити планету Ксандар . Під час битви за захист Ксандера, розділяючи тягар енергії Каменю Могутності, Вартові можуть використати її, щоб убити Ронана. З'ясувалося, що напівнебесна фізіологія Пітера Квіла дозволила йому самостійно протистояти силі Каменю протягом короткого часу, перш ніж інші Вартові приєдналися до нього. Вони запечатують Камінь Могутности в нову сферу і довіряють його Корпусу Нова на збереження.
У «Месниках: Війна нескінченності» з'ясовується, що Камінь Могутности був першим, який отримав Танос, який у процесі «знищує» Ксандара. Танос використовує камінь, щоб знищити Державного діяча та під час битви на Титані проти Тоні Старка та членів Вартових. Після того, як Танос використовує камінь разом з іншими каменями, щоб знищити половину всього життя у всесвіті, він знищує його, щоб запобігти подальшому використанню.
У «Месники: Завершення» Джеймс Роудс і Небула мандрують у квантовому часі до Мораґ у альтернативному 2014 році, підкоряючи Пітера Квіла 2014 року, перш ніж взяти Камінь Могутности 2014 року у свою сферу. Камінь Могутности 2014 року (будь вилучений із Сфери) потім повертається на основну шкалу часу та використовується для скасування Бліпу. Під час битви альтернативний Танос 2014 року видаляє Камінь з Нанорукавиці і використовує його, щоб подолати Керол Денверс . Камінь разом з іншими каменями потім використовується Старком, щоб стерти Таноса та його армію 2014 року. Пізніше Роджерс повертає Камінь у 2014 рік.
У другому епізоді «А що як…?», Камінь Могутности, який досі запечатаний у сфері, з'являється на альтернативній часовій шкалі, яка копіює події «Вартових Галактики», але його виявляє Т'Чалла, який пізніше Спустошувачі пропонують Колекціонеру. У п'ятому епізоді ще один альтернативний Камінь Могутности з'являється у володінні Таноса, який зомбований. У восьмому епізоді третя альтернативна версія Каменя Могутности з'являється у володінні Альтрона (який також ненадовго з'являється в кінці сьомого епізоду), який краде Камінь у Таноса і використовує його, щоб завоювати свій всесвіт і Мультивсесвіт. У дев'ятому епізоді, після того, як Альтрона вбив Арнім Зола, Камінь Могутности бере Ерік Кіллмонґер. Коли Зола намагається забрати Камені у Кіллмонґера, вони опиняються в пастці в кишеньковому вимірі разом із Каміннями.

### Камінь Часу
Розміщений в Оці Аґамотто першим чаклуном Землі Аґамотто, майстер містичних мистецтв може використовувати Камінь Часу (зелений), щоб змінювати час і керувати ним. У «Докторі Стренджі» доктор Стівен Стрендж знаходить Око Аґамотто і дізнається, як використовувати його, щоб врятувати Землю від Дормамму, захопивши його в петлю часу, поки демон не відмовиться від своїх планів щодо Землі. Стрендж повертає Око Аґамотто до секретного комплексу майстрів містичного мистецтва Камар-Тадж у Катманду, Непал, хоча він знову носить його в сцені в середині титрів, яка відбувається під час «Тор: Раґнарок».
У «Месниках: Війна нескінченності» Ебоні Мо намагається вкрасти Камінь Часу у Стренджа, але йому зупиняють Тоні Старк, Пітер Паркер і Вонг. Перебуваючи на планеті Титан (рідний світ Таноса), Стрендж використовує Камінь Часу, щоб зазирнути в майбутні часові рамки; розглядаючи мільйони можливих результатів їхнього конфлікту та дізнаючись лише про одне майбутнє, у якому вони перемагають. Щоб забезпечити майбутнє, Стрендж передає Камінь Таносу, щоб врятувати Старка. Потім Танос використовує Камінь Часу у Ваканді, щоб скасувати знищення Каменя Розуму Вандою Максимовою, дозволивши йому зірвати цей камінь з лоба Віжена. Після того, як Танос використовує Камені, щоб стерти половину Всесвіту, він знищує Камені.
У «Месниках: Завершення» Банер переміщується в 2012 рік і розмовляє з Прадавньою, щоб відмовитися від Камені часу цієї шкали, пообіцявши повернути його, коли вони закінчать використовувати його, щоб гарантувати, що альтернативні часові шкали виживуть. Потім Камінь Часу 2012 року повертається на основну шкалу часу, який використовується, щоб скасувати Blip і перемогти попередню версію Таноса з альтернативної 2014 року. Пізніше Роджерс повертає Камінь у 2012 рік.
В епізоді анімаційного серіалу «А що як…?» «А що як... Доктор Стрендж втратив би своє серце замість рук?» показано, що Камінь Часу володіє додатковими здібностями, які виходять за межі маніпуляції часом; альтернативна версія Доктора Стівена Стренджа використовує Око Аґамотто, щоб подорожувати в часі та намагатися відвернути смерть своєї коханої Крістін Палмер, але знову і знову зазнає невдачі. Під час багатовікового випробування Стренджа поглинати містичні істоти, він також використовує камінь, щоб уберегти себе від старіння, а пізніше пропонує використати його, щоб позбутися старіння літнього О'Бенга, який відмовляється. У п'ятому епізоді інша альтернативна версія Камені часу з'являється у володінні зомбованого Таноса. У восьмому епізоді третя альтернативна версія Камені часу з'являється у володінні Альтрона (який також ненадовго з'являється в кінці сьомого епізоду), який забирає його у Таноса, щоб підкорити Мультивсел. У дев'ятому епізоді Альтрон використовує Камінь Часу, щоб заморозити час, щоб він міг повернути Камінь Душі у Ґамори. Потім Стрендж використав Камінь Часу свого всесвіту, щоб скасувати дії Альтрона. Після того, як Альтрона вбиває Арнім Зола, Ерік Кіллмонґер забирає Камені, але Зола намагається забрати їх собі, змушуючи двох битися за них. Стрендж і Спостерігач захоплюють їх у кишеньковий вимір, щоб тримати Камені розділені від тіл.

### Камінь Душі
Об'єкт, який має здатність маніпулювати душею та сутністю людини, керувати життям і смертю, і містить кишеньковий вимір, який називається Світ душ. Камінь Душі (помаранчевий) вперше з'являється у «Месниках: Війна нескінченності». Виявляється, що в якийсь час у минулому Танос доручив Ґаморі знайти Камінь Душі, оскільки немає записів про його існування в порівнянні з іншими Каменями Вічности. Ґамора знайшла карту, що веде туди, де вона була захована: у святиню на планеті Вормір, але вирішила знищити карту і не розповідати Таносу; лише розповідаючи про це Небулі та присягаючи її зберігати таємницю (трохи не розуміючи, що Таноса не обдурила їхня брехня). Після того, як Танос захоплює і катує Туманність, Ґамора погоджується відвезти його до Ворміра, де вони зустрічаються з Червоним Черепом (будь перенесений на планету Тесерактом і проклятий служити Каменем). Танос неохоче пожертвував Ґаморою, щоб виконати вимоги, щоб отримати Камінь Душі, коли Червоний Череп пояснив їм, що Камінь вимагає жертви коханої людини, щоб його заслужити. Після завершення «Рукавиці Вічности» Танос ненадовго переноситься у Світ душ і зустрічає бачення молодої Ґамори. Камінь Душі пізніше знищується, щоб запобігти подальшому використанню.
У «Месниках: Завершення» Наташа Романова і Клінт Бартон здійснюють квантову подорож у часі до Ворміра в альтернативному 2014 році, де кожен намагається пожертвувати собою, щоб дозволити іншому повернутися з Каменем, при цьому Романова жертвує собою, щоб Бартон міг отримати Камінь. Камінь Душі 2014 року повертається на основну шкалу часу і використовується для скасування Blip і для перемоги над минулою версією Таноса з альтернативної 2014 року. За словами режисерів фільму, після завершення Нано-рукавиці, щоб перемогти Таноса та його армію 2014 року, Старк ненадовго переноситься до Світу душ, де він зустрічає старшу версію своєї дочки Морган. Пізніше Роджерс повертає Камінь Душі в 2014 рік.
У п'ятому епізоді «А що як…?», альтернативна версія каменю душі з'являється у володінні зомбованого Таноса. У восьмому епізоді інша альтернативна версія каменю душі з'являється у Альтрона (який також ненадовго з'являється в кінці сьомого епізоду), який забирає його у Таноса. Альтрон продовжує використовувати Камінь разом з іншими для завоювання Мультивсесвіту. У дев'ятому епізоді Т'Чалла тимчасово видаляє Камінь Душі з Альтрона. Незабаром Романова забирає камінь, але її відбивають. Це змушує Вартові Мультивсесвіту переслідувати його в погоні проти Альтрона. Зрештою, Ґамора може схопити Камінь, але Альтрон повертає Камінь після заморожування часу за допомогою Каменю часу. Однак після того, як Арнім Зола вбиває Альтрона, Камінь забирається Кілмонґером, який Зола потім намагається відібрати у нього. Щоб тримати Камені розділені, Зола, Кіллмонґер і Камені потрапляють у пастку Стренджа і Спостерігача в кишеньковому вимірі.

## Рукавиця Вічности

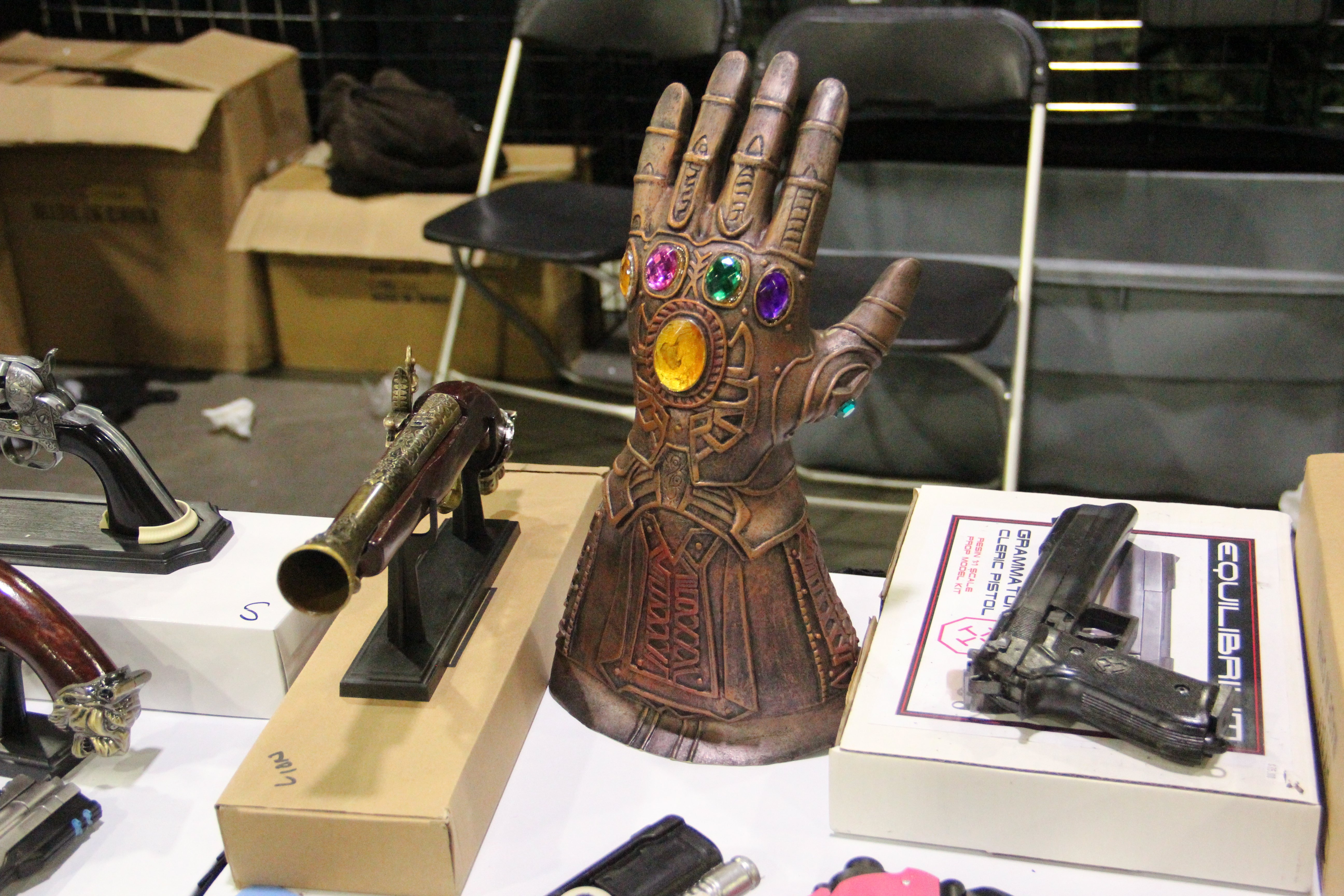
Модель Рукавиці Вічности на Comic-Con 2018 в Атланті

Рукавиця Вічности також з'являється у Кіновсесвіті Marvel і використовується для розміщення шести каменів. Права рукавичка з'являється в «Тор», де вона зберігається в сховищі Одіна; хоча пізніше Гела сказала, що це підробка в «Тор: Раґнарок». Сцена в середині титрів «Месники: Ера Альтрона» показала, що Танос має Рукавицю Вічности для своєї лівої руки (справжню). «Месники: Війна нескінченності» показує, що Танос вторгся в Нідавеллір, де він змусив Ейтрі створити Рукавицю Вічности, погрожуючи вбити його людей, хоча він все одно зробив це після того, як вона була завершена, а також забрав Ейтрі руки, щоб запобігти його створенню нічого іншого.
У «Месниках: Завершення» після того, як Танос знищує половину всього життя у всесвіті за допомогою Каменів Вічности та знищує їх, щоб запобігти скасуванню його діяння, рукавиця назавжди прив'язується до його набряклої руки, яку згодом відрізає Тор. Однак Месники подорожують у квантовий вимір, щоб отримати версії каменів з минулого та перенести їх у 2023 рік. Тоні Старк, Брюс Беннер і Ракета згодом використовують нанотехнології, щоб створити третю, праворуку рукавицю з наночастинок, щоб використовувати Камені Вічности з інших реальностей. Бенер у своїй формі «Розумний Галк», оскільки він найбільш стійкий до гамма-випромінювання, який випромінюють об'єднані сили Каменів Вічности, використовує рукавицю, щоб повернути всіх втрачених у 2018 році, хоча навантаження на об'єднані сили завдає йому значного болю та залишає його з покаліченою правою рукою. Пізніше Танос з 2014 року намагається використати Нанорукавицю, щоб знищити й знову відтворити всесвіт, але хоча йому вдається її отримати, Старк забирає з неї Камені Вічности і, утворивши імпровізовану рукавицю в своїй броні, використовує їх, щоб стерти Таноса та його сили, забравши з собою порожню нанорукавичку.
Рукавиця Вічности ненадовго з'явилася в п'ятому та восьмому епізодах «А що як…?».

## Відмінності від коміксів
У коміксах Танос спонукається знайти та використати Камені Вічности, щоб справити враження на Леді Смерть, оскільки вона вважала, що всесвіт перенаселений і прямує до масового вимирання. У фільмах немає згадок про Леді Смерть, і Танос хоче скоротити населення, щоб уникнути повторення свого досвіду на Титані. Танос отримав кожен дорогоцінний камінь у істоти, яка тримала його в той час. Проміжний мав самоцвіт душі, Чемпіон Всесвіту мав дорогоцінний Камінь Могутности, садівник мав дорогоцінний Камінь Часу, колекціонер мав дорогоцінний Камінь Реальности, бігун — Камінь Простору, а гросмейстер — дорогоцінний Камінь Розуму. Більше того, жоден з інших героїв не знав про Таноса, тому ніхто з них не намагався його зупинити.
Кольори каменів спочатку були різними в коміксах. Вони були фіолетовими для простору, жовтими для реальности, червоними для сили, синіми для розуму, оранжевими для часу і зеленими для душі. Кольори каменю були оновлені в серії Marvel Legacy, щоб відповідати версіям фільму.
У Кіновсесвіті Marvel Камінь Часу міститься в Оці Аґамотто, а Камінь Простору — в Тесеракті (Космічний куб). Однак версії цих двох каменів у коміксах Marvel не мають жодного зв'язку з цими реліквіями.

## Сприйняття
Використання «Каменів Вічности» як сюжетного макґафіну призвело до припущень шанувальників щодо розташування ще невідкритих каменів та можливої появи додаткових каменів. Одна з теорій, популярна серед шанувальників, полягала в тому, що слова, що описують природу або розташування каменів, містять назву «THANOS», і що ще невідкритий Камінь Душі якимось чином асоціюється з персонажем Геймдаллем. Інша теорія, запропонована до виходу «Месники: Завершення», полягала в тому, що в ньому (мабуть через оранжеві очі) буде сьомий Камінь Вічности, відповідний додатковому Самоцвіту Вічности з коміксів, Каменю Еґо.